# The complete clips
『the complete clips』（ザ コンプリート クリップス）は、鬼束ちひろの4作目（通算6作目）のPV集。

## 解説
2004年12月1日に発売された。ベストアルバム『the ultimate collection』と同時発売となる。パッケージやブックレットに使用されている写真は全て『the ultimate collection』と同様のものである。
本作はPV集『ME AND MY DEVIL』『PRINCESS BELIEVER』の収録内容に加え、東芝EMI在籍時代に映像作品化されなかったシングル曲4曲のPVを収録している。特典映像や、各PVのオープニングタイトルは収録されていない。鬼束本人は一切作品に関与していない。

## 収録曲
1. シャイン (unplugged)
ディレクターは井上強。
2. 月光
ディレクターは井上強。
3. Cage
ディレクターは仲道哲二。
4. 眩暈
ディレクターは井上強。
5. edge
ディレクターは堤幸彦。
6. We can go
ディレクターはUGICHIN。
7. 月光 (album version)
ディレクターは岩神拓郎。
8. LITTLE BEAT RIFLE
ディレクターは内田貴広。
9. ROLLIN'
ディレクターは番場秀一。
10. 流星群
ディレクターは番場秀一。
11. 茨の海
ディレクターは番場秀一。
12. infection
ディレクターは番場秀一。
13. King of Solitude
ディレクターは番場秀一。
14. Sign
ディレクターは井上哲夫。
15. Beautiful Fighter
ディレクターはUGICHIN。PVを手掛けるのは2001年の「We can go」以来である。
16. 私とワルツを
ディレクターは掛川康典。撮影は廃校になった学校の屋上で行われた。
17. いい日旅立ち・西へ
ディレクターは小島淳二。CGアニメーションの合成で撮影されている。